# Nasze Radio
Nasze Radio – prywatna rozgłośnia radiowa z siedzibą w Sieradzu. Właścicielem jest Nasze Radio Sp. z o.o. Stacja rozpoczęła nadawanie 18 listopada 1996 roku. Początkowo można ją było usłyszeć na częstotliwości 70,4 MHz, obecnie nadaje w Sieradzu na 104,7 MHz, a w Zduńskiej Woli na 92,1 MHz jako Nasze Radio 92,1 FM...nostalgicznie!.
Prezesem Naszego Radia jest Marek Muszyński, wiceprezesami: Sławomir J. Balcerzak, Robert Gunerski, redaktor programowy – Monika Waraczyńska.

## Dziennikarze radia[2]
- Monika Waraczyńska – redaktor programowa, prezenter
- Daniel Resterny – szef redakcji muzycznej, prezenter
- Klaudia Pawlak – prezenter
- Michał Sieczkowski – prezenter
- Bartłomiej Perski – wydawca serwisów, reporter – studio Sieradz
- Martyna Kałczak – wydawca serwisów, reporter – studio Zduńska Wola
- Wiktor Sochacki – wydawca serwisów, reporter – studio Zduńska Wola
- Piotr Haraszkiewicz – prowadzący
- Witold Marcinkowski – prowadzący